# Dawuth Dinkhet
Dawuth Dinkhet (thailändisch ดาวุฒิ ดินเขต, * 22. November 1983 in Ratchaburi), auch als Wut (thailändisch วุฒิ)  bekannt, ist ein thailändischer Fußballspieler.

## Karriere
Dawuth Dinkhet lernte das Fußballspielen in der Schulmannschaft der Darunaratchaburi School in Ratchaburi. Seinen ersten Vertrag unterschrieb er 2001 beim Ratchaburi FC. 2006 wechselte er nach Bangkok, wo er sich Army United, einem Verein, der in der Thai Premier League spielte, anschloss. 2008 stieg er mit dem Verein in die Zweite Liga ab. Ein Jahr später wurde der Verein Vizemeister und stieg somit wieder in die Thai Premier League auf. Hier spielte er bis 2016. Nach einem 16. Tabellenplatz musste der Verein wieder den Weg in die Zweitklassigkeit antreten. Seit 2017 spielt der Verein in der Thai League 2. Für die Army stand er 193 auf dem Spielfeld. Nachdem der Club Ende 2019 bekannt gab, dass der Verein sich aus der Liga zurückzieht, wechselte er 2020 zum Royal Thai Army FC. Der Club aus Bangkok spielte in der dritten  Liga, der Thai League 4. Hier trat der Verein in der Bangkok Metropolitan an. Nach zwei Spieltagen wurde der Ligabetrieb wegen der COVID-19-Pandemie unterbrochen. Während der Unterbrechung wurde vom Verband beschlossen, dass nach Wiederaufnahme des Spielbetriebs die dritte- und die vierte Liga zusammengelegt werden. Fortan spielte er mit der Army in der dritten Liga. Hier trat man ebenfalls in der Bangkok Metropolitan Region an. Nach drei Spielzeiten wurde sein Vertrag im Sommer 2023 nicht verlängert.

## Erfolge
Army United
- Thai Premier League Division 1

Vizemeister: 2009  ▲